# Gare de Belleville (Vendée)
Gare de Belleville vasútállomás Franciaországban, Belleville-sur-Vie településen.

## Vasútvonalak
Az állomást az alábbi vasútvonalak érintik:
- Nantes–Saintes-vasútvonal

## Kapcsolódó állomások
A vasútállomáshoz az alábbi állomások vannak a legközelebb:
- Gare de L'Herbergement - Les Brouzils
- Gare de La Roche-sur-Yon